# 6501 Isonzo
6501 Isonzo (1993 XD) là một tiểu hành tinh vành đai chính được phát hiện ngày 5 tháng 12 năm 1993 bởi Farra d'Isonzo ở Farra d'Isonzo.